# Torres Calcio 1983-1984
Questa voce raccoglie le informazioni riguardanti la Torres Calcio nelle competizioni ufficiali della stagione 1983-1984.

## Rosa
| N. |                   | Ruolo | Calciatore             |
| -- | ----------------- | ----- | ---------------------- |
|    | Italia (bandiera) | C     | Angelo Calzavacca      |
|    | Italia (bandiera) | A     | Giuseppe Canessa       |
|    | Italia (bandiera) | A     | Giuseppe Cau           |
|    | Italia (bandiera) | D     | Mario Cordisci         |
|    | Italia (bandiera) | C     | Mario Di Pasquale      |
|    | Italia (bandiera) | D     | Giulio Donaggio        |
|    | Italia (bandiera) | C     | Maurizio Dozzi         |
|    | Italia (bandiera) | D     | Armando Farina         |
|    | Italia (bandiera) | C     | Giovanni Battista Luiu |
|    | Italia (bandiera) | C     | Antonio Marrazzo       |

| N. |                   | Ruolo | Calciatore           |
| -- | ----------------- | ----- | -------------------- |
|    | Italia (bandiera) | D     | Gian Piero Morgagni  |
|    | Italia (bandiera) | D     | Luigi Natale         |
|    | Italia (bandiera) | C     | Gianfranco Palmisano |
|    | Italia (bandiera) | A     | Marco Piga           |
|    | Italia (bandiera) | P     | Sergio Pinna         |
|    | Italia (bandiera) | A     | Antonio Piras        |
|    | Italia (bandiera) | D     | Alessandro Sanna     |
|    | Italia (bandiera) | C     | Francesco Sanna      |
|    | Italia (bandiera) | C     | Tonio Trudu          |

## Risultati

### Campionato

#### Girone di andata
| 19 settembre 1983 1ª giornata | Torres | 1 – 0 | Savona |  |

| 26 settembre 1983 2ª giornata | Pontedera | 2 – 1 | Torres |  |

| 2 ottobre 1983 3ª giornata | Lucchese | 1 – 2 | Torres |  |

| 9 ottobre 1983 4ª giornata | Torres | 1 – 0 | Carbonia |  |

| 16 ottobre 1983 5ª giornata | Asti TSC | 0 – 0 | Torres |  |

| 23 ottobre 1983 6ª giornata | Torres | 0 – 0 | Massese |  |

| 30 ottobre 1983 7ª giornata | Torres | 2 – 1 | Alessandria |  |

| 6 novembre 1983 8ª giornata | Livorno | 2 – 0 | Torres |  |

| 13 novembre 1983 9ª giornata | Torres | 0 – 0 | Olbia |  |

| 20 novembre 1983 10ª giornata | Sant'Elena | 0 – 0 | Torres |  |

| 27 novembre 1983 11ª giornata | Civitavecchia | 1 – 1 | Torres |  |

| 4 dicembre 1983 12ª giornata | Torres | 0 – 0 | Casale |  |

| 11 dicembre 1983 13ª giornata | Derthona | 2 – 0 | Torres |  |

| 18 dicembre 1983 14ª giornata | Torres | 1 – 0 | Spezia |  |

| 8 gennaio 1984 15ª giornata | Cerretese | 1 – 1 | Torres |  |

| 15 gennaio 1984 16ª giornata | Torres | 2 – 0 | Vogherese |  |

| 22 gennaio 1984 17ª giornata | Imperia | 1 – 0 | Torres |  |

#### Girone di ritorno
| 29 gennaio 1984 18ª giornata | Savona | 0 – 2 | Torres |  |

| 5 febbraio 1984 19ª giornata | Torres | 1 – 0 | Pontedera |  |

| 12 febbraio 1984 20ª giornata | Torres | 1 – 0 | Lucchese |  |

| 19 febbraio 1984 21ª giornata | Carbonia | 0 – 2 | Torres |  |

| 26 febbraio 1984 22ª giornata | Torres | 1 – 1 | Asti TSC |  |

| 4 marzo 1984 23ª giornata | Massese | 2 – 0 | Torres |  |

| 11 marzo 1984 24ª giornata | Alessandria | 2 – 2 | Torres |  |

| 18 marzo 1984 25ª giornata | Torres | 0 – 1 | Livorno |  |

| 1º aprile 1984 26ª giornata | Olbia | 2 – 1 | Torres |  |

| 8 aprile 1984 27ª giornata | Torres | – n.d. | Sant'Elena |  |

| 15 aprile 1984 28ª giornata | Torres | 0 – 0 | Civitavecchia |  |

| 29 aprile 1984 29ª giornata | Casale | 1 – 1 | Torres |  |

| 6 maggio 1984 30ª giornata | Torres | 0 – 0 | Derthona |  |

| 13 maggio 1984 31ª giornata | Spezia | 1 – 0 | Torres |  |

| 20 maggio 1984 32ª giornata | Torres | 0 – 1 | Cerretese |  |

| 27 maggio 1984 33ª giornata | Vogherese | 2 – 0 | Torres |  |

| 3 giugno 1984 34ª giornata | Torres | 1 – 0 | Imperia |  |